# Вайт (округ, Індіана)
Шаблон:StateAbbr_ 40°45′ пн. ш. 86°52′ зх. д. / 40.75° пн. ш. 86.86° зх. д.
Округ Вайт (англ. White County) — округ (графство) у штаті  Індіана, США засноване в 1834 році. Ідентифікатор округу 18181.

## Історія
Округ утворений 1834 року.

## Демографія
За даними перепису 
2000 року 
загальне населення округу становило 25267 осіб, зокрема міського населення було 8980, а сільського — 16287.
Серед мешканців округу чоловіків було 12429, а жінок — 12838. В окрузі було 9727 господарств, 7093 родин, які мешкали в 12083 будинках.
Середній розмір родини становив 2,99.
Віковий розподіл населення поданий у таблиці:
| Стать    | До 15 років | 15-21 | 22-29 | 30-39 | 40-49 | 50-65 | 65-85 | Понад 85 |
| -------- | ----------- | ----- | ----- | ----- | ----- | ----- | ----- | -------- |
| Чоловіки | 2731        | 1242  | 1262  | 1717  | 1899  | 2034  | 1436  | 108      |
| Жінки    | 2574        | 1113  | 1173  | 1736  | 1930  | 2109  | 1904  | 299      |

## Суміжні округи
- Пуласкі — північ
- Кесс — схід
- Керролл — південний схід
- Тіппікану — південь
- Бентон — захід
- Джеспер — північний захід

## Виноски
1. ↑  U.S. Decennial Census. United States Census Bureau. Архів оригіналу за 19 липня 2018. Процитовано 10 липня 2014.
2. ↑  Historical Census Browser. University of Virginia Library. Архів оригіналу за 11 серпня 2012. Процитовано 10 липня 2014.
3. ↑  Population of Counties by Decennial Census: 1900 to 1990. United States Census Bureau. Архів оригіналу за 4 жовтня 2014. Процитовано 10 липня 2014.
4. ↑  Census 2000 PHC-T-4. Ranking Tables for Counties: 1990 and 2000 (PDF). United States Census Bureau. Архів оригіналу (PDF) за 18 грудня 2014. Процитовано 10 липня 2014.
5. ↑  White County QuickFacts. Бюро перепису населення США. Архів оригіналу за 22 липня 2011. Процитовано 25 вересня 2011.(англ.) Наведено за англійською вікіпедією.
6. ↑  American FactFinder. Бюро перепису населення США. Архів оригіналу за 26 лютого 2012. Процитовано 31 січня 2008.

| США | Це незавершена стаття з географії США. Ви можете допомогти проєкту, виправивши або дописавши її. |